# Гринвуд (Индиана)
Гринвуд (англ. Greenwood) — город в округе Джонсон, штат Индиана, США. Население по переписи 2020 года составляло 63 830 человек. Гринвуд расположен между штатом Индиана-роуд 37 и межштатной автомагистралью 65. Город граничит с Индианаполисом и является самым густонаселенным пригородным муниципалитетом в южной части столичного района Индианаполиса.

## История
Первыми жителями местности, ныне известной как Гринвуд, были индейцы делавэры (ленапе). В 1818 году Договор Святой Марии открыл центральную Индиану для европейско-американского поселения, а к 1823 году первая хижина в северной части округа Джонсон была построена поселенцами Джоном Б. и Исааком Смоком на земле, которую сейчас занимает торговый центр Greenwood Park. Гринвуд сначала был известен как «Смоктаун» или «Поселок Смок» в честь братьев Смок, а в 1825 году стал «Гринфилдом». Поскольку он столкнулся с другим Гринфилдом, расположенным в округе Хэнкок, название поселения было изменено на «Гринвуд» в 1833 году.
Гринвуд был включен как город в соответствии с законом Индианы в 1864 году.
Гринвуд был одним из первых и ключевых мест в системе междугородных железных дорог Индианаполиса. В 1895 году Генри Л. Смит предложил и организовал компанию Indianapolis, Greenwood & Franklin Company и присвоил линии Greenwood. Железная дорога Индианаполис, Гринвуд и Франклин была открыта между Индианаполисом и Гринвудом 1 января 1900 года и, по словам историка Индианаполиса Джейкоба Пиатта Данна, была первой настоящей междугородной электрической железной дорогой в столице Хузьер. Железная дорога следовала за тем местом, что сейчас является Мэдисон-авеню.
The J.T. Polk Canning Company сыграла важную роль в разрастании Гринвуда. Консервный завод был крупным работодателем и консервировал различные овощи, выращенные в Индиане. Позже компания расширилась на молочный рынок и обеспечила доставку молока покупателям. В какой-то момент консервный завод был крупнейшим консервным предприятием к западу от Балтимора. В конечном итоге консервный завод был куплен компанией Stokely-Van Camp и продолжал работать в Гринвуде до 1950-х годов. Часть консервного завода все ещё стоит на Мейн-стрит и была перепрофилирована под профессиональные офисные помещения.
Гринвуд стал городом пятого класса в 1960 году.
В 1965 году в отчете Комиссии по гражданским правам Индианы было обнаружено, что Гринвуд недавно был одним из 19 закатных городов в Индиане, где афроамериканцам не разрешалось жить или оставаться после наступления темноты. Город был исключительно белым с 1920-х годов.
Коммерческий исторический район Гринвуд был внесен в Национальный реестр исторических мест в 1991 году. Этот район включает 25 зданий и 3,2 акра (1,3 га).
В 2010 году городской совет Гринвуда одобрил меру по изменению официального статуса Гринвуда на город второго сорта в соответствии с разделом 36 Кодекса Индианы, статья 4, глава 1.

### Стрельба в торговом центре Greenwood Park
17 июля 2022 года три человека были убиты и двое ранены в результате массовой стрельбы на фуд-корте торгового центра Greenwood Park. Впоследствии стрелявший был застрелен вооруженным гражданским лицом, ставшим свидетелем стрельбы.